# Christian Andreas von Cothenius
Christian Andreas (Friedrich) von Cothenius, o: Cothenius (14 de febrero de 1708, Anklam-5 de enero de 1789, Berlín) fue un médico y naturalista alemán que trabajó en la reorganización hospitalaria y de los lazaretos.

## Biografía
Cothenius era el hijo menor de Eberhard Wolfgang Coth (Cothenius) y de Elisabeth Kehvell. Su ciudad natal Anklam era parte de la Pomerania sueca.
Cothenius asistió al Colegio de Anklam, y más tarde a los de Stettin y de Stralsund. Luego estudió con el profesor Christoph Pyl (1678–1793). Desde 1728 estudió Medicina en la Universidad Halle-Wittenberg. En 1732 obtiene el Doctorado, y en 1737 la Aprobación "con honores", y en 1738 fue facultativo en Havelberg. Su conocimiento, su carisma personal y su trabajo lo hizo codiciable como especialista, en Altmark, Magdeburgo, y en Mecklemburgo. Así, el rey Federico II lo designa médico de la corte, y de la ciudad de Potsdam.
Trató favorablemente a incontables funcionarios, logrando varios títulos, y elogios reales. Entre 1756 a 1763, durante la Guerra de los Siete Años, fue médico en jefe militar, organizando los hospitales.

## Algunas publicaciones

### Libros
- friedrich Hoffmann, christian andreas von Cothenius. 1732. Dissertatione inaugurali casum de purpura scorbutica, praegresso haemorrhoidum fluxu nimio ex principiis solidis deductum. Ed. Hilliger. 38 pp.
- christian andreas von Cothenius, johann t. Pyl. 1783. Chemische Untersuchung der rothen Chinarinde. Ed. Gottlieb August Lange. 42 pp. En línea. Reeditó Kessinger Publishing, 2010, 52 pp. ISBN 1162076623
- heinrich friedrich von Delius, christian andreas von Cothenius. 1779. Notitia legati quo ... Cstn. Andr. Cothenius ... Academiae Imp. natur. cur. liberaliter prospexit ...
- 1790. Dispositio vegetabilium methodica a staminum numero desumta. Ed. Spener. 34 pp.

- La abreviatura «Cothen.» se emplea para indicar a Christian Andreas von Cothenius como autoridad en la descripción y clasificación científica de los vegetales.[2]